# Giorgi Mamardașvili
Giorgi Mamardașvili (în georgiană გიორგი მამარდაშვილი; n. 29 septembrie 2000, Tbilisi, Georgia) este un fotbalist georgian, care joacă pe post de portar la Liverpool în Premier League. Pe plan internațional, are prezențe la națională pentru Georgia U17⁠(d), Georgia U21⁠(d) și Georgia.
Mamardașvili și-a petrecut o mare parte a carierei de juniori la Dinamo Tbilisi. După ce a semnat un contract profesionist cu acest club, a fost împrumutat altor echipe din Erovnuli Liga timp de trei sezoane înainte de transferul său la Valencia. S-a impus rapid ca un jucător de primă alegere, devenind și primul portar georgian din La Liga.

## Cariera pe echipe

### Dinamo Tbilisi
Născut la Tbilisi, Mamardașvili s-a alăturat echipei de tineret a lui Dinamo Tbilisi în 2012, sosit de la Gagra. După ce a fost portarul de rezervă a primei echipe în cea mai mare parte a sezonului 2018, a fost împrumutat lui Rustavi pentru sezonul 2019.

#### Rustavi
Mamardașvili și-a făcut debutul la seniori pe 2 martie 2019, începând în înfrângerea cu 4-1 în deplasare împotriva lui Lokomotivi Tbilisi. După ce a contribuit cu 28 de apariții și și-a ajutat echipa să evite retrogradarea, a fost împrumutat la Lokomotivi.

#### Lokomotivi Tbilisi
Portarul a fost aclamat în timpul campaniei lui Lokomotivi în UEFA Europa League din 2020. Potrivit ziarului Marca, marea sa performanță împotriva lui Granada a atras atenția cercetașilor spanioli.
La sfârșitul lunii decembrie a primit premiul Portarul anului de la Federația Georgiană de Fotbal.
Marile sale abilități nu au trecut neobservate nici de UEFA, când a publicat o listă cu 50 de tinere talente care se așteaptă să strălucească în 2021.

### Valencia
La 7 iunie 2021, Mamardașvili s-a alăturat clubului spaniol Valencia cu un împrumut pe un an, cu o clauză de răscumpărare, și a fost inițial atribuit rezervelor din Tercera División RFEF. A făcut pre-sezonul cu echipa principală, impresionându-l pe antrenorul José Bordalás și câștigându-și locul de start în deschiderea ligii împotriva lui Getafe din 13 august, care s-a încheiat cu 1–0 pentru Los Che.
La 31 decembrie 2021, Valencia a confirmat semnarea permanentă a lui Mamardașvili pe un contract până în 2024, cu opțiune pentru încă un an.
Pe parcursul acestui sezon, Giorgi Mamardașvili a participat în 18 meciuri de ligă, cu opt meciuri fără gol primit. A înregistrat 560 de minute la rând fără să primească gol. A fost inclus de două ori în echipa simbolică a săptămânii din La Liga (săptămânile 1 și 35). În plus, a primit premiul King of the Match de trei ori. În mai 2022, Marca l-a numit pe Mamardașvili în echipa Discovery of the Season din La Liga.
În sezonul următor, Mamardașvili a participat în toate cele 38 de meciuri din ligă fără a fi înlocuit. A fost selectat de trei ori în echipa săptămânii din La Liga. Pe baza voturilor suporterilor din Valencia, Mamardașvili a fost desemnat cel mai bun jucător în 2023, în timp ce anul trecut ajunsese pe locul 2 după Gonçalo Guedes.
La 28 ianuarie 2024, Mamardașvili a devenit parte a istoriei clubului. A doborât recordul echipei cu a 60-a apariție consecutivă în La Liga ca titular. În cele din urmă, a jucat în 69 de meciuri de ligă la rând. În timpul celui de-al treilea sezon la club, Mamardashvili a continuat să obțină rezultate impresionante, și anume, și-a îmbunătățit palmaresul de meciuri fără gol primit (13), a salvat cele mai multe penalty-uri (3) alături de Unai Simon și a evitat cele mai multe goluri în La Liga.

## Cariera la națională
După trei apariții pentru echipa sub 21 de ani a Georgiei, Mamardașvili și-a făcut debutul pentru echipa națională de seniori împotriva Bulgariei într-o înfrângere amicală cu 4-1 pe 8 septembrie 2021.
Pe 9 iunie 2022, a jucat primul său meci oficial într-o victorie cu 3-0 în fața Macedoniei de Nord în UEFA Nations League 2022-23. Pentru performanța sa din retur (2–0) din septembrie, Mamardașvili a fost desemnat în Echipa săptămânii după runda 5, și whoscored.com l-a inclus în Cel mai bun XI lunar și sezonier al grupei C.
În vara anului 2023, Mamardașvili a participat în trei meciuri la Campionatul European pentru Georgia sub 21, care a avut o campanie de mare succes în faza grupelor și a ajuns în sferturi de finală pentru prima dată în istoria lor.
Pe 26 martie 2024, Georgia a învins Grecia cu 4–2 la loviturile de departajare pentru a se califica la Campionatul European din 2024, primul turneu important al echipei. Mamardașvili a fost un factor critic în acest meci, apărând prima lovitură bătută de atacantul grec Anastasios Bakasetas.
Mamardașvili a fost selectat de Georgia pentru Campionatul European din Germania. A început în primul meci al națiunii sale într-o competiție internațională majoră, o înfrângere cu 3-1 împotriva Turciei pe 19 iunie. După ce a făcut unsprezece salvări în următorul joc împotriva Cehiei, Mamardașvili a primit premiul pentru Jucătorul Meciului. Mai mult decât atât, unele dintre site-urile analitice precum Sofascore, Marca și 90min.com l-au numit în Team of the Round 2, primul acordându-i al doilea punct de rating agregat după mijlocașul spaniol Fabián Ruiz. În cel de-al treilea meci din Grupa F al echipei, Mamardașvili nu a încasat nici un gol împotriva Portugaliei, deoarece Georgia a câștigat cu 2–0 la Gelsenkirchen pentru a se califica în optimile de finală. A încheiat faza grupelor cu 20 de salvări, șapte mai multe decât orice alt portar de la turneu.

## Palmares
Dinamo Tbilisi
- Vicecampion Erovnuli Liga: 2018

Valencia
- Vicecampion Copa del Rey: 2021–22

Individual
- Portarul anului în Georgia: 2020